# Запис Алексића храст (Својново)
Запис Алексића храст (Својново) се налази на парцели чији је власник Алексић Радисав.

## Локација
| Општина             | Параћин                                                                     |
| Катастарска општина | Својново                                                                    |
| Потес               | Суваја                                                                      |
| Координате          | 43° 47′ 25″ С; 21° 18′ 16″ И / 43.790399999999998° С; 21.304500000000001° И |
| Надморска висина    | 202m                                                                        |

## Карактеристике
Дендрометријске вредности утврђене на терену и сателитским снимцима:
| Стабло                     | Храст |
| Висина стабла              | m     |
| Обим дебла                 | m     |
| Пречник крошње             | 23m   |
| Пречник дебла              | m     |
| Висина дебла до прве гране | m     |

## База записа
Запис је у оквиру Викимедија пројекта "Запис - Свето дрво" заведен под редним бројем 1063.